# Astor Henríquez
Astor Shermon Henríquez Cooper (Tegucigalpa, 26 febbraio 1983) è un ex calciatore honduregno, di ruolo difensore.

## Caratteristiche tecniche
Difensore centrale, poteva essere schierato anche come libero o come mediano.

## Carriera

### Club
Ha cominciato a giocare nell'Universidad. Nel gennaio 2005 è passato al Motagua. Nell'estate 2005 è stato acquistato dal Marathón. Nel 2012 ha giocato nell'Hunan Xiangtao. Nel 2013 è tornato al Marathón, con cui ha concluso la propria carriera nel 2014.

### Nazionale
Ha debuttato in Nazionale il 23 febbraio 2005, in Guatemala-Honduras (1-1). Ha partecipato, con la Nazionale, alla CONCACAF Gold Cup 2005. Ha collezionato in totale, con la maglia della Nazionale, 9 presenze.

## Palmarès

### Club

#### Competizioni nazionali
- Campionato honduregno di calcio:

Marathón: 2007-2008, 2008-2009, 2009-2010